# Lengelsheim
Lengelsheim é uma comuna francesa na região administrativa de Grande Leste, no departamento de Mosela. Estende-se por uma área de 5,3 km². Em 2010 a comuna tinha 206 habitantes (densidade: 38,9 hab./km²).